# Ashton (Nebraska)
Ashton – wieś w Stanach Zjednoczonych, w stanie Nebraska, w hrabstwie Sherman.